# GUM
GUM (zkratka Главный/Государственный универсальный магазин (státní obchodní dům) do roku 1921 Верхние торговые ряды) je obchodní dům na Rudém náměstí v centru Moskvy. Budova postavená v letech 1890–1893 v pseudoruském stylu podle návrhu architekta Alexandra Pomeranceva a inženýra Vladimira Šuchova je architektonickou památkou federálního významu. 

## Popis
Zabírá celou čtvrtinu Kitaj-goroda, do náměstí je obrácena hlavní fasáda, dlouhá 242 m. Budovu tvoří tři tříposchoďové galerie („linie“), souběžné s hlavním průčelím a propojené rovněž třemi příčnými chodbami. Galerie mají prosklené ocelové klenby, které působí velmi lehce, ale váží asi 800 tun. S celkovou plochou asi 75 tisíc m² (z toho asi 35 tisíc prodejní plochy) to byl největší obchodní dům v Evropě. Byl také velmi moderně zařízen, s ústředním topením a nákladními výtahy, a osvětlen 9000 žárovkami s  vlastní elektrárnou v podzemí.

## Historie
Současný GUM stojí na místě daleko skromnější tržnice z roku 1814, která však musela být po roce 1860 z technických důvodů uzavřena a stržena. Investorem nové stavby byla akciová společnost moskevských obchodníků, která velice dbala o transparentní soutěž i hospodaření. Po otevření tu bylo několik set obchodů, v dolních poschodích vyloženě luxusních, takže se stal velkým magnetem a atrakcí pro turisty. Po revoluci byl podnik znárodněn a rychle upadal. Po zavedení NEPu v roce 1921 krátce ožil, ale roku 1928 byl zrušen a proměněn na kanceláře státních úřadů a byty.
V letech 1952-1953 byla provedena důkladná rekonstrukce a GUM byl jako obchodní dům znovuotevřen počátkem roku 1953 (https://youtu.be/KgqL2lFGRjs).
V 70. letech byla zahájena druhá rekonstrukce stavby a dokončena byla roku 1985.
Po roce 1990 byl privatizován, přejmenován na Glavnyj univerzalnyj magazin a důkladně modernizován. Drobné krámky byly spojeny do větších a byly instalovány pohyblivé schody.
Nemovitost má do roku 2059 pronajatu ruská společnost Bosco di Ciliegi, která patří Michailu Kusnirovičovi a specializuje se na prodej luxusního zboží.

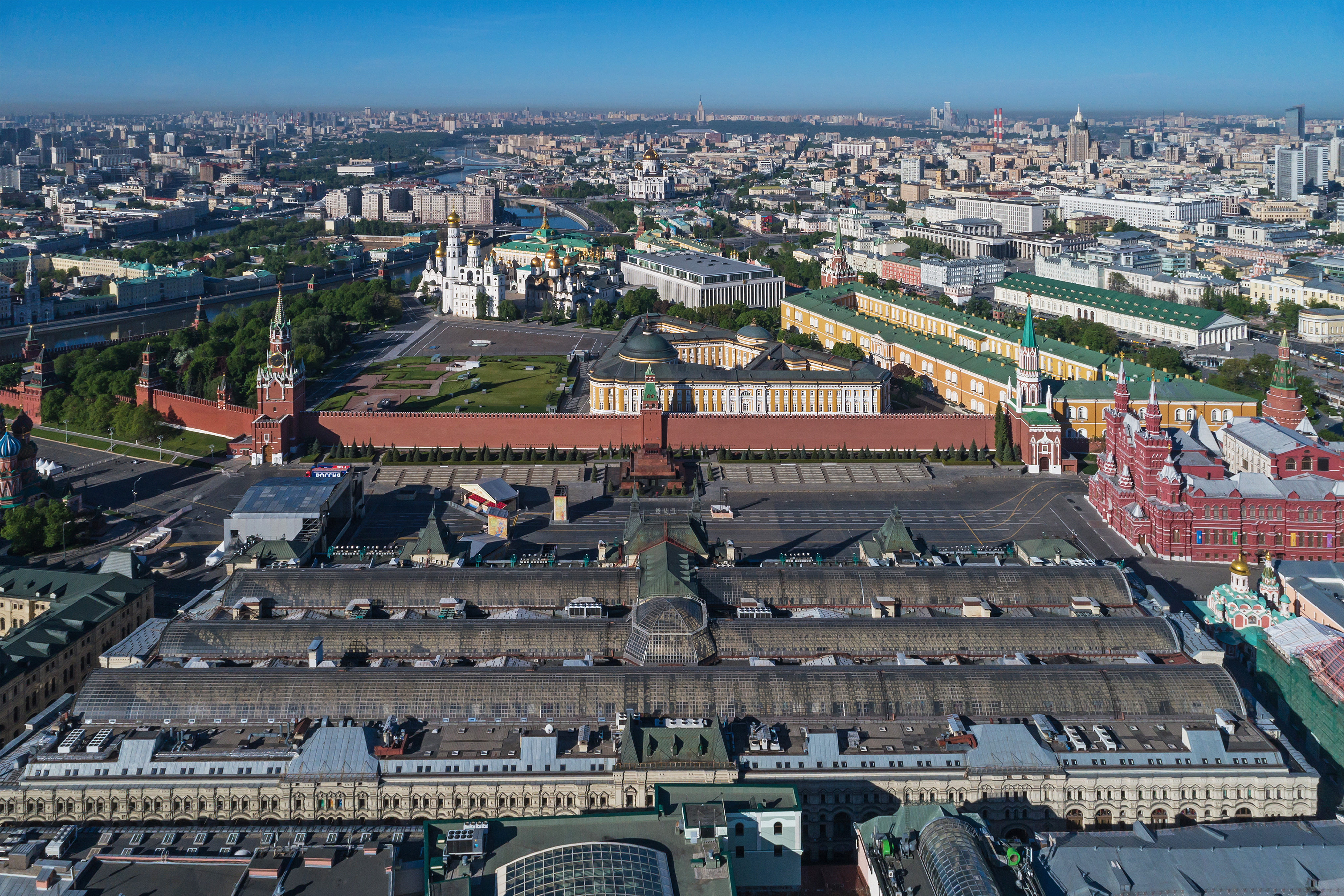
Letecký pohled od východu, v pozadí Kreml